# Солонина Костянтин
Костянтин Дмитрович Солонина († 1696) — полковник київський (1669—1678, 1687—1689).
Посол гетьмана Дем'яна Многогрішного до Москви й на з'їзд московсько-польських послів у Мигновичах 1671 і Івана Самойловича до Москви (1676). Член української делегації на чолі з гетьманом Іваном Мазепою до Москви 1689. За участь у старшинській опозиції проти Мазепи був позбавлений уряду (1689) і відтоді політичної ролі не грав. Від його небожа Сергія Васильовича Солонини (бл. 1660 — бл. 1737) пішла гілка роду Солонин, сотників остерських (1709—1776).